# Miguel Herrán
Miguel García Herrán (ur. 25 kwietnia 1996 w Maladze) – hiszpański aktor. Laureat nagrody Goya w kategorii najlepszy debiutujący aktor za rolę Darío w dramacie Nic w zamian (A cambio de nada, 2015). Trafił na okładkę „Men’s Health” (w czerwcu 2019) i „GQ” (w kwietniu 2020).

## Filmografia

### Filmy
| Rok  | Tytuł                           | Rola               |
| ---- | ------------------------------- | ------------------ |
| 2015 | Nic w zamian                    | Darío Buendía Saíz |
| 2016 | Ostatni Hiszpanie na Filipinach | Soldado Carvajal   |
| 2017 | Niewidzialny strażnik           | Miguel Ángel       |
| 2018 | Alegría, tristeza               | Borja              |
| 2018 | Jakiś czas później              | Ray                |
| 2020 | Hasta el cielo                  | Ángel              |

### Telewizja
| Rok       | Tytuł            | Rola                      |
| --------- | ---------------- | ------------------------- |
| 2017-2021 | Dom z papieru    | Aníbal Cortés «Río»       |
| 2018-2019 | Szkoła dla elity | Christian Varela Expósito |